# Kočki
Kočki (in lingua russa: Koчки) è una città situata nella Siberia sudoccidentale, nell'Oblast' di Novosibirsk, in Russia, capoluogo amministrativo del distretto Kočkovskij.